# Grúz Demokratikus Köztársaság
A Grúz Demokratikus Köztársaság (Grúz D.K.; grúzul: საქართველოს დემოკრატიული რესპუბლიკასაქართველოს დემოკრატიული რესპუბლიკა sak’art’velos demokratiuli respublika) az első újkori független grúz állam volt 1918 és 1921 között, nagyrészt a mai Grúzia területén.
A Grúz Demokratikus Köztársaságot az Orosz Birodalom összeomlásakor létre, közvetlenül az 1917-es orosz forradalom után. Létrejöttekor északon a Kubáni Népköztársasággal és az Észak-kaukázusi Köztársasággal, délen az Oszmán Birodalommal és az Első Örmény Köztársasággal, délkeleten pedig az Azerbajdzsáni Demokratikus Köztársasággal volt határos. Teljes kiterjedése 107 600 négyzetkilométer volt (összehasonlításképpen a mai Grúzia területe 69 700 négyzetkilométer), lakossága megközelítette a 2,5 millió főt.
A köztársaság fővárosa Tbiliszi volt, a hivatalos nyelv pedig a grúz volt. 1918. május 26-án kiáltották ki a függetlenségét a Transzkaukázusi Demokratikus Szövetségi Köztársaságtól, a Grúz Szociáldemokrata Párt (más néven Grúz Mensevik Párt) vezetésével. Az állandó belső és külső problémákkal szemben az ifjú állam nem tudott leszámolni. A Vörös Hadsereg támadására a köztársaság 1921 február és március között összeomlott, majd szovjet köztársasággá vált.

## Történelmi háttér

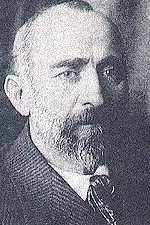
Nikolaj Cskeidze, a Grúz Ideiglenes Kormány elnöke, később az Alkotmányozó Nemzetgyűlés vezetője

Az 1917-es februári forradalom és a cári rendszer összeomlása után a Kaukázusban a legnagyobb politikai erőt az Orosz Ideiglenes Kormány Különleges Transzkaukázusi Bizottsága képviselte. A grúziai bolsevikokat a Grúz Szociáldemokrata Párt irányította, akik a petrográdi szovjet vezetés alá tartoztak és (egyelőre) támogatták az ideiglenes kormány hatalmát. A bolsevista októberi forradalom drasztikusan megváltoztatta a helyzetet. A kaukázusi szovjetek nem voltak hajlandók elismerni Vlagyimir Lenin forradalmi rezsimjét. Az egykori kaukázusi hadsereg ahelyett, hogy szembeszállt volna a lenini bolsevikokkal, inkább a népek közötti fegyveres összetűzéseket próbálták elsimítani. A fenyegetett régióban a grúziai, örmény és azerbajdzsáni politikusok arra ösztönözték önmagukat, hogy egy egységes politikai irányvonalat hozzanak létre. 1917. november 14-én létrejött az ideiglenes kormányzat, majd 1918. január 23-án a törvényhozó testület, a szejm. 1918. április 22-én a szejm elnöke, Nikolaj Cskheidze kikiáltotta a Transzkaukázusi Demokratikus Szövetségi Köztársaságot. A köztársaság kormányát Evgeni Gegecskori, majd Akaki Cskenkeli vezette.
Számos grúz, akiket Ilia Csavcsavadze és a 19. század végi más értelmiségiek befolyásoltak, ragaszkodtak a nemzeti függetlenséghez. A kulturális nemzeti ébredést tovább erősítette a grúz ortodox egyház (1917. március 12.) szabadságának helyreállítása és egy nemzeti egyetem létrehozása Tbilisziben (1918). Ezzel szemben a grúz mensevikek az Oroszországtól való függetlenedést a bolsevik forradalom alatt csak "ideiglenes lépésnek" tartották. A kaukázusi országok egyesülése azonban rövid életű volt. A feszültség fokozódásával és a Német, valamint az Oszmán Birodalom előrenyomulásával a szövetségi rendszer 1918. május 26-án összeomlott, amikor Grúzia kinyilvánította függetlenségét. Két nappal később Örményország és Azerbajdzsán is kikiáltotta a függetlenségét, ezzel megszűnt a transzkaukázusi állam.

## Története

### Elismerése

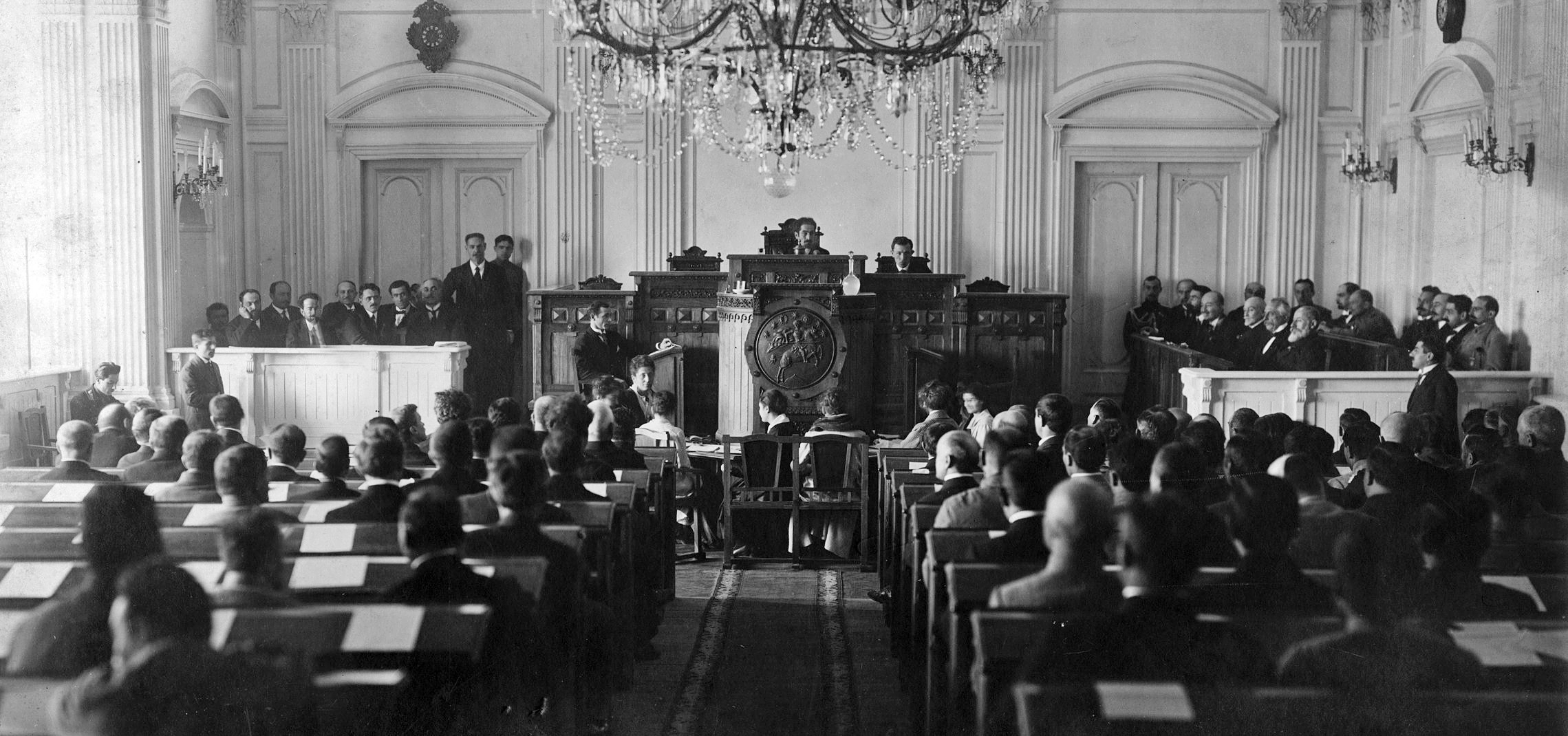
A Nemzeti Tanács ülése, 1918. május 26.

Grúziát Németország és az Oszmán Birodalom még a függetlenség napján elismerte. Az új államnak német védelem alá kellett állnia, és a nagyrészt muzulmánok által lakott régiókat (Batumi, Ardahan, Artvin, Akaltszike és Akalkalaki városai) át kellett adnia az Oszmán Birodalomnak (Batum-i szerződés, 1918. június 4.). A német támogatás lehetővé tette a grúzok számára, hogy kiűzzék a bolsevik fegyveres erőket Abháziából. A német erők Friedrich Freiherr Kress von Kressenstein tábornok vezetése alatt álltak. Az első világháború német vereségét követően a grúz kormány engedélyével brit megszálló erők érkeztek az országba. A britek és a helyi lakosság közötti kapcsolatok feszültebbek voltak, mint a németekkel volt. Batumit egészen 1920-ig megszállva tartották a britek. 1918. december 25-én Tbiliszibe egy brit hadcsoportot is telepítettek.
Grúzia szomszédaival való kapcsolata rendkívül feszült volt. Területi viták álltak fenn Örményországgal, Gyenyikin fehér orosz kormányával és Azerbajdzsánnal. Az első két esetben a viták fegyveres konfliktusokhoz vezettek. Egy brit katonai békefenntartó hadsereg próbált békét közvetíteni a felek között, hogy megszilárdítsa a hatalmat a régióban, mielőtt ott a bolsevikok átveszik a hatalmat. Azért, hogy az orosz fehér hadseregek se tudják megtámadni az újonnan függetlenedett államokat, a régió brit parancsnoka egy határvonalat húzott a Kaukázuson keresztül, amin Gyenyikinnek nem szabadott átkelnie. Ennek a lépésnek köszönhetően Grúzia és Azerbajdzsán rövid időre, bár fellélegezhetett. A gyenyikini erők inváziójának fenyegetése – a brit álláspont ellenére – 1919. június 16-án Grúziát és Azerbajdzsánt kölcsönös védelmi szövetségbe hozta össze.
1919. február 14-én Grúziában választásokat tartottak, amelyet a Grúz Szociáldemokrata Párt nyert a parlamenti a szavazatok 81,5%-ával. Noé Zordania március 21-én alakította meg harmadik kormányát, amelynek legfőbb feladata a helyi bolsevik aktivisták által fellázított fegyveres parasztok felkelése és nagyrészt Oroszországból támogatott lázadások leverése foglalkozott. Ezek a jelenségek egyre zavaróbbak voltak, miután az etnikai kisebbségek, mint az abházok és az oszétok is bekapcsolódtak a fegyveres zavargásokba.
A földreformot a Grúz Szociáldemokrata Párt által vezetett kormány sikeresen végrehajtotta, valamint az országban több pártrendszert jött létre, szemben az orosz bolsevikok által létrehozott "proletariátus diktatúrával". 1919-ben az igazságszolgáltatási rendszer reformját és a helyi önkormányzatok felállítását végrehajtották. Abházia ugyanekkor autonómiát kapott. Mindazonáltal az etnikai problémák továbbra is problémát jelentett az ország számára, különösen az oszétok részéről, amit 1920 májusában a brit békefenntartók is megerősítettek.

### A köztársaság megszűnése

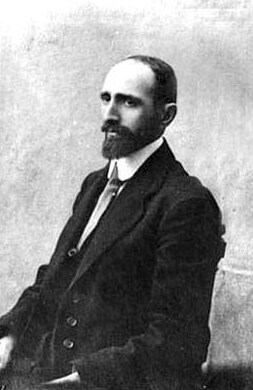
Noe Ramishvili lett a Köztársaság első kormányának az elnöke. 1930-ban, Párizsban egy bolsevik ügynök meggyilkolta

Az 1920-as évek elejét az Orosz SZSZSZK katonai jelenlétének feszültsége jellemezte. A fehérek vereségével és a Vörös Hadsereg előrenyomulásával a Kaukázus határain a köztársaság helyzete rendkívül instabillá vált. Januárban a szovjet vezetés felajánlotta Grúzia, Örményország és Azerbajdzsán számára a szövetségét a kaukázusi fehér seregek ellen. Grúzia kormánya megtagadta a katonai szövetséghez való csatlakozást, hivatkozva a semleges és a beavatkozásoktól mentes politikájára. Grúzia a két ország kapcsolatainak politikai rendezésére irányuló tárgyalásokat javasolt abban a reményben, hogy ez a grúz függetlenségének Moszkva általi elismeréséhez vezethet. Az orosz vezetők és a helyi kommunisták elutasították a tárgyalások kezdeményezését. A kommunisták tömeges kormányellenes tüntetéseket szerveztek, amelyek sikertelenül végződtek.

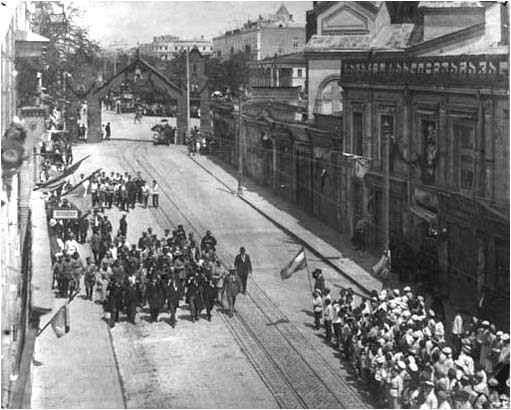
A második nemzetközi delegáció vezetői, Tbiliszi, 1920

1920 áprilisában a Vörös Hadsereg 11. hadosztályának segítségével Azerbajdzsánban a kommunisták kerültek hatalomra. Bár Lenin és a Miniszterek Tanácsa nem adtak hivatalos beleegyezést, amikor a helyi bolsevikok 1920. május 3-án megpróbálták elfoglalni a Tbiliszi Katonai Iskolát egy puccs során, de Kvinitadze tábornok sikeresen leverte a lázadókat. A grúz kormány megkezdte a mobilizálást, és kinevezte főparancsnoknak Giorgi Kvinitadzét. Ugyanekkor Grúzia állítólagosan segítséget ígért az azeri nacionalista lázadás vezetőinek, amikor a seregeik a grúz határ közelébe vonultak vissza. A szovjet erők megpróbáltak átjutni a grúz területre, de Kvinitadze ellentámadása miatt kénytelenek voltak visszavonulni. Néhány nap múlva a béketárgyalások Moszkvában folytatódtak. A vitatott moszkvai békeszerződés értelmében május 7-én a grúz függetlenséget elismerték az oroszországi bolsevik kormányszervezetek és vállalták a grúz állam katonai sérthetetlenségét.
Grúzia 1920. december 16-án elutasította, hogy felvegyék a Nemzetek Szövetségébe, de 1921. január 11-én részlegesen elismerte függetlenségét az Antant. Ez azonban nem akadályozta meg abban a szovjeteket, hogy egy hónappal később megtámadják Grúziát.
Miután Azerbajdzsán és Örményország is a kommunisták megszállása alá kerültek, Grúzia maradt az egyedüli független, demokratikus ország a Kaukázusban. Miután a britek kivonták hadseregeiket, a grúz hadseregnek egyedül kellett felvállalnia a harcot a Vörös Hadsereggel minden külső támogatás hiányában.
A szovjet források szerint a grúziai kapcsolatok romlottak a békeszerződés állítólagos megsértése, a grúz bolsevikok letartóztatása, az Örményországba irányuló szállítmányok lefoglalása miatt, valamint fennállt az a gyanú, hogy Grúzia segíti a fegyveres lázadókat az Észak-Kaukázusban. Grúziát azzal vádolta Moszkva, hogy kormányellenes zavargásokat váltott ki az országa különböző területein, és határsértéseket provokált a Zakatala régióban. A Lori "semleges zóna" is egy vitatott terület volt, amelyre az Örmény SZSZK is igényt tartott a grúz–örmény háború elvesztése óta.

## Kormányzat és törvényhozás

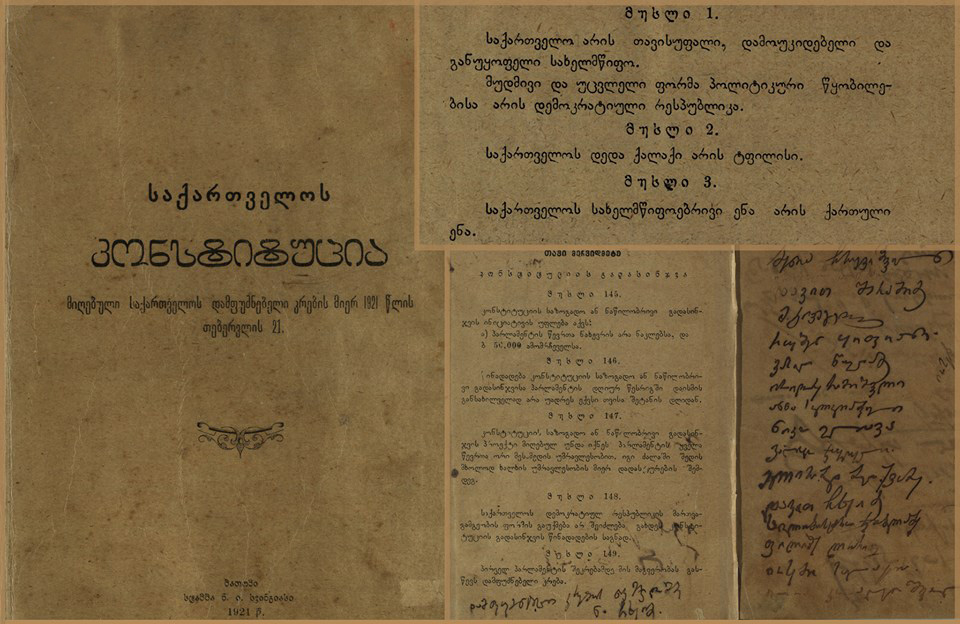
A grúz alkotmányozó nemzetgyűlésének 1921. február 21-én elfogadott, grúz alkotmányának töredékei

A Grúzia függetlenségéről szóló törvényt 1918. május 26-án fogadták el. E törvény szerint „a Grúz Demokratikus Köztársaság egyenlő mértékben garantálja az állampolgársághoz, valláshoz, társadalmi ranghoz vagy nemhez való jogot minden állampolgára számára”. Az első kormányt, amely ugyanazon a napon alakult meg, Noe Ramishvili vezette. 1918-ban a grúz Nemzeti Tanácsot Parlamentnek nevezték át, és új választásokat tartottak 1919. február 14-én.

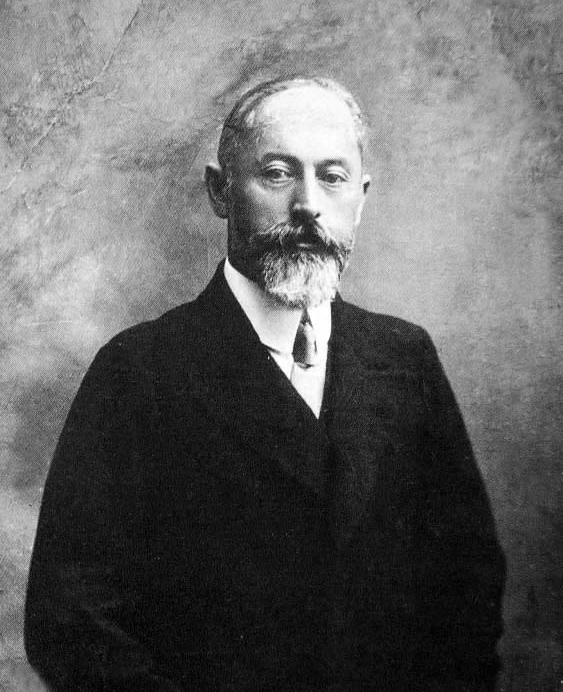
Noe Zhordania, a Köztársaság második és harmadik kormányának elnöke

Grúzia kétéves történetében (1919-1921) az újonnan megválasztott Alkotmányozó Nemzetgyűlés – Nyikolaj Csheidze volt az elnök – 126 törvényt fogadott el. Az új törvények különös figyelmet fordítottak az állampolgárságra, a helyi választásokra, a honvédelemre, a hivatalos nyelvre, a mezőgazdaságra, a jogrendszerre , az etnikai kisebbségek politikai és adminisztratív jogaira (beleértve az Abházia Népi Tanácsáról szóló törvényt), a közoktatási rendszerre, valamint az adó- és monetáris politikára, a közlekedésre, a kereskedelemre és a hazai termelésre. 1921. február 21-én, a szovjet agresszióval szemben, az Alkotmányozó Nemzetgyűlés elfogadta a Grúz Demokratikus Köztársaság alkotmányát, az első modern alapjogot a nemzet történelmében.
A kormány elnöke volt a katonai főparancsnokság vezetője is, amelyet a parlament csupán egy évig hagyott jóvá (a posztot nem lehet két egymást követő alkalommal betölteni). Az elnök kinevezhetett minisztereket, felelős volt az ország irányításáért és Grúzia külügyi kapcsolataiért. Az 1919-es grúz kormány elfogadta a képviselőkről szóló törvényt. 1921-ben, a szovjet hatalom kiépítésével megváltoztatták az alkotmányt.

## Nemzetközi elismerés
Az 1920-as moszkvai békeszerződés értelmében május 7-én Szovjet-Oroszország elismerte a grúz függetlenséget a bolsevik szervezetek felfegyverzésének ellenében és vállalta Grúzia sérthetetlenségét.
A Grúz Demokratikus Köztársaság függetlenségét de jure Románia, Argentína, Németország, Törökország, Belgium, az Egyesült Királyság, Franciaország, Japán, Olaszország, Lengyelország, Csehszlovákia és Észtország ismerte el.
A Grúz Demokratikus Köztársaság kormánya 1921-től emigrációban létezett, ahol tovább folytatták a törvények kiadását, emellett még több Európai ország ismerte el de facto függetlennek. Az emigráns kormány működése 1954-ben ért véget, miután az utolsó kormányülésen elfogadták a szovjet kormányt mint törvényest.

## Földrajz
Grúzia 1918–1921-es határait a szomszéd országokkal fennálló vita jellemezte minden irányból.
Északról Grúzia határát az orosz polgárháború alatt mind a vörösök, mind a fehérek átlépték, amíg 1920 tavaszán az Észak-Kaukázusban a bolsevikok hatalomra nem kerültek. A Szovjet-Oroszország és Grúzia közötti határt az 1920-as moszkvai békeszerződés szabályozta. A szovjet konfliktus során az orosz fehér mozgalmakkal együtt Grúzia 1918-ban rövid ideig irányítása alá vonta Szocsit és környékét. 
Délnyugaton az Oszmán Birodalommal való határa az első világháború folyamán megváltozott, az oszmán vereség után jelentős területek szabadultak fel. Grúzia átvette az irányítást Artvin, Ardahan és Batumi tartományok egésze, valamint Akaltszike és Akalkalaki tartományok nagyobbik hányada felett. Csupán Batumit sikerült véglegesen megtartania a köztársaságnak, miután a britek 1920-ban evakuálták seregeiket a területről. Az 1920-as sèvres-i békeszerződés Grúziának ítélte Kelet-Lazisztánt, köztük Rize és Hopa településeket és környéküket. A grúz kormány azonban nem volt hajlandó átvenni az újonnan neki ítélt területeket, tartva a török forradalom utáni szabadságharctól.
A Borchalo kerület egy részénél kialakult határviták miatt a Grúzia és Örményország között 1918 decemberében egy rövid háború dúlt. A brit beavatkozás után jött létre a Lori "semleges zóna" amelyet Grúzia az Örmény Köztársaság bukása után, 1920 végén szállt meg ismételten.
Délkeleten, az azeri-grúz határ a Zaqatala területen is átvezetett, amelynek hovatartozása a kezdetektől fogva problémát jelentett. A terület hovatartozása miatt már mindkét fél az esetleges háborúra készült, de a szovjetizáció után sikeresen megoldották a határproblémát.
Grúzia 1919-es és 1921-es alkotmányok 107. cikkelye bizonyos fokú autonómiát adott Abházia, Adzsaria és Zaqatala számára. A Vörös Hadsereg inváziója miatt az utóbbi terület autonómiájának pontos jellegét soha nem határozták meg. Ugyanekkor, először történt meg a modern korban, hogy Abháziát egy földrajzi egységként nevezték meg és jelölték a térképeken.
A Grúz Demokratikus Köztársaság területe néhány olyan területet is magába foglalt, amelyek ma más országokhoz tartoznak. Területe körülbelül 107 600 négyzetkilométer volt, szemben a modern grúziai 69 700 négyzetkilométerrel. Grúzia szovjet megszállása jelentős területi átrendeződéshez vezetett, amellyel Grúzia elvesztette területeinek majdnem egyharmadát. Artvin, Ardahan és a Batumi tartományok egy része Törökországhoz, a lori terület Örményországhoz, Zaqatala pedig Azerbajdzsánhoz került. Grúzia nagy-kaukázusi fennsíkjai Oroszországhoz, azon belül a Hegyvidéki Autonóm Szovjet Szocialista Köztársasághoz kerültek.

## Védelmi erők

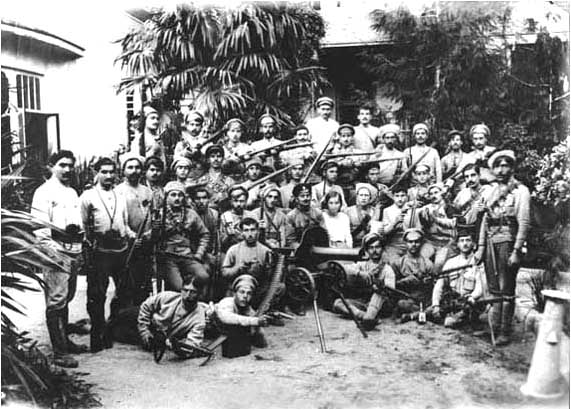
A Grúz Hadsereg alakulatai

A Grúz Hadsereg volt az egyetlen legálisan működő katonai erő az országban. 1917. szeptember 5-én alakult meg a Munkásőrség, később átnevezték Vörös Gárdára, végül pedig Népi Gárdára. A hadsereg közvetlenül a parlament irányítása alá tartozott a hadügyminisztérium helyett. Fennállása alatt (1917–1921) vezetője a mensevik aktivista, Valiko Jugheli volt.
Grúzia hadseregének csak egy része volt békeidőben is felfegyverkezve, a többség pedig hivatalos távollétben tartózkodott. Ha a köztársaság fennállása veszélyben volt, a vezérkar berendelte őket, fegyverekkel ellátva, és a kijelölt helyükre szállíttatta őket. Giorgi Kvinitadze tábornok kétszer is betöltötte a főparancsnoki tisztséget. 
1919 márciusától 1920 októberéig a grúz hadsereget átszervezték. Végül a hadsereg három gyalogos hadosztályból (később ezek egybeolvadtak), 2 erődvédelmi egységből, 3 tüzérségi brigádból, egy zászlóaljból, egy távíró szakaszból, egy páncélozott motorosztagból, egy lovassági ezredből állt, az egységek felkészítését a tbiliszi katonai iskolákban végezték el. A hadsereg négy szabályos zászlóaljból állt, emellett 18 zászlóaljat is harckészültségbe tudtak állítani. 1920-ban a Grúz Hadsereg és a Népi Gárda együttesen 16 gyalogsági zászlóaljból (1 hadosztály és NG ezred), 1 lőfegyveres zászlóaljból, 5 tüzérségosztályból, 2 lovas légióból, 2 motoros osztagból és 2 páncélozott gépkocsi hadosztályból állt. A hadsereg 4 páncélozott vonattal is rendelkezett. A hadsereg létszáma 27 ezer fő volt. A mobilizálás után a létszám 87 000 főre emelkedett. A grúz haditengerészet 1 harci rombolóval, 4 harci repülővel, 4 torpedóhajóval és 10 gőzhajóval rendelkezett.
Annak ellenére, hogy a köztársaság az első világháború után közel 200 ezer szakképzett veterán tábornokokkal és tisztekkel rendelkezett, a kormány nem tudott hatékony védelmi rendszert építeni, ami jelentősen hozzájárult annak összeomlásához.

## Gazdaság
A mezőgazdaság a grúz gazdaság egyik fő alapja volt, tipikus agrár ország, történelmi borkészítési hagyományokkal. A kormány által jól véghezvitt földreform hozzájárult egy bizonyos fokú stabilitáshoz ezen a területen.
A chiaturai mangánipar nagy jelentőséget tulajdonított az európai kohászatnak, a 20. század elején az itt termelt anyagok exportjának 70%-a Európába irányult. A legfontosabb nemzetközi kikötők Batumi és Poti voltak a Fekete-tenger mentén.
A nemzetközi elismerés hiánya és a kormány csak részben sikeres gazdasági politikája gátolta a gazdasági fejlődést, az ország gazdasági válságban szenvedett. A gazdaság a javulás néhány jelét mutatta 1920–1921 körül.

## Oktatás és kultúra
Az ország kulturális életének legfontosabb helyszíne ebben a zűrzavaros időszakban a Tbiliszi Nemzeti Egyetem (ma Tbiliszi Állami Egyetem) (alapítva 1918-ban) volt, a grúzok hosszú ideje tartó álma volt, hogy a birodalmi orosz hatóságok engedélyezzék a felsőoktatást az országban. Nagy oktatási központok közé tartoztak a Tbiliszi, a Batumi, a Kutaiszi, az Ozurgeti, a Poti és a Gori Katonai Iskola, a Gori Pedagógiai Szeminárium, és a Nők Pedagógiai Szemináriuma.
A kulturális élet központjai a Grúz Nemzeti Múzeum, a Tbiliszi és Kutaisi színházak, a Tbiliszi Nemzeti Operaház és a Nemzeti Művészeti Akadémia volt.
A nemzeti sajtó fontosabb termékei a Sakartvelos Respublika (Grúz Köztársaság), a Sakartvelo ("Grúzia"), az Ertoba ("Egység"), a Samshoblo ("Anyaország"), a Sakhalkho Sakme ("Közügy") volt.

## Emlékezete

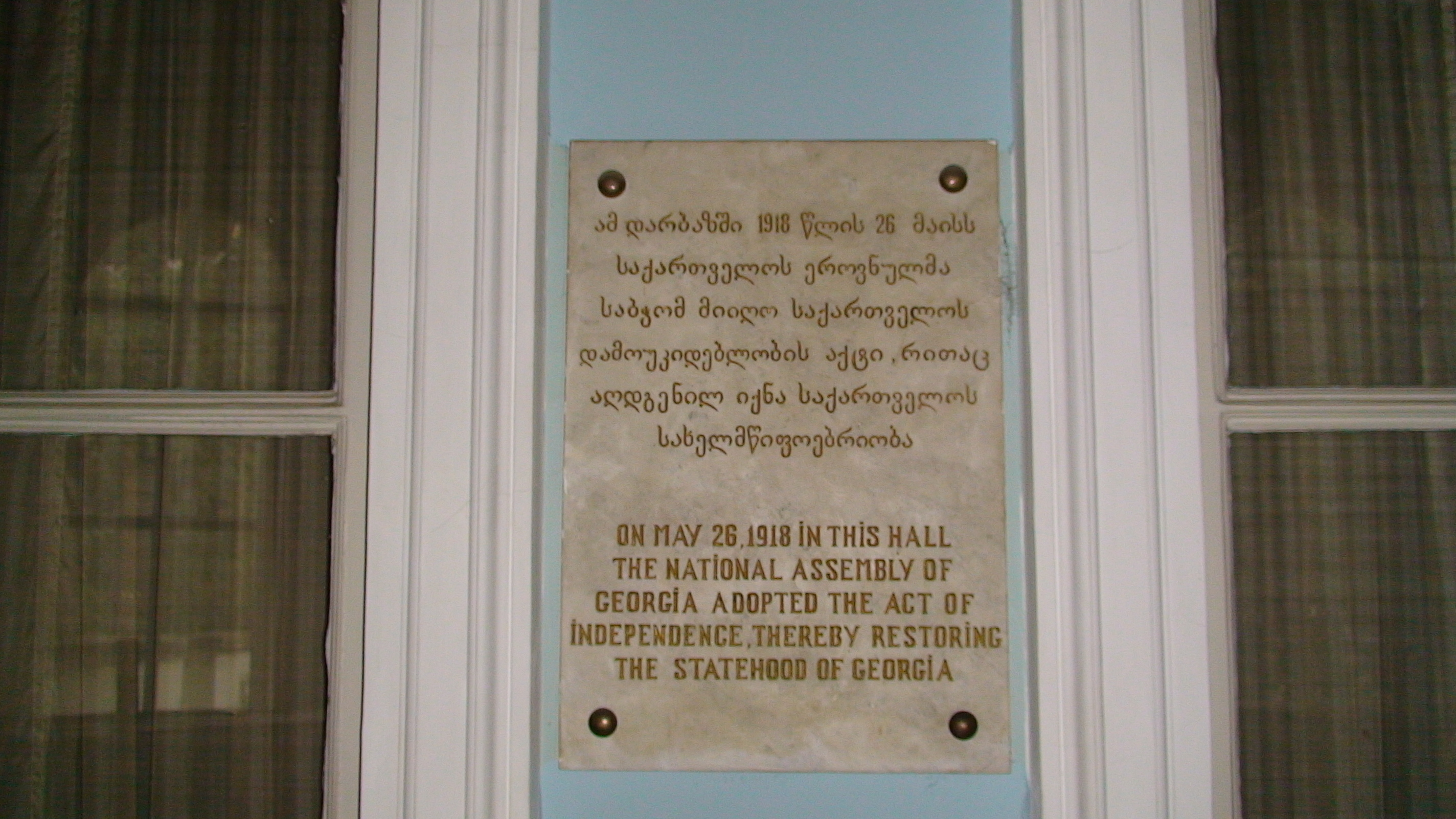
Kétnyelvű emléktábla: „1918. május 26-án a Grúz Nemzeti Tanács elfogadta a függetlenségi nyilatkozatot, ezáltal Grúzia államisága helyreállt”

Grúzia 1918-1921-es függetlensége, bár rövid életű volt, különös jelentőséggel bír a grúz nemzeti érzelmek kibontakozása szempontjából, így a Szovjetunió egyik legaktívabb függetlenségért harcoló államává vált. Az 1980-as évek végi nemzeti mozgalom vezetői gyakran hivatkoztak az 1918-as grúz államra, mint az oroszok elleni küzdelem győzelmére, és párhuzamot húztak a kortárs politikai helyzethez képest, amelynek köszönhetően az első újkori grúz állam egy kissé idealizált képet ábrázol.
1991. április 9-én Grúzia ismét függetlenedett, ekkor a Szovjetuniótól, amikor a függetlenség helyreállításáról szóló törvényt a Grúz Köztársaság Legfelsőbb Tanácsa elfogadta. Az első Grúzia által használt nemzeti jelképeket ismét elfogadták, a zászlót egészen 2004-es leváltásáig használták. Grúzia függetlenségi napjának május 26-át jelölték ki, amikor létrejött a Grúz Demokratikus Köztársaság.

## Fordítás
Ez a szócikk részben vagy egészben  a   Democratic Republic of Georgia című angol Wikipédia-szócikk ezen változatának fordításán alapul.  Az eredeti cikk szerkesztőit annak laptörténete sorolja fel. Ez a jelzés csupán a megfogalmazás eredetét és a szerzői jogokat jelzi, nem szolgál a cikkben szereplő információk forrásmegjelöléseként.